# جاي كيفن بولاند
جاي كيفن بولاند (بالإنجليزية: J. Kevin Boland)‏ هو كاهن كاثوليكي أمريكي، ولد في 25 أبريل 1935 في Monkstown, County Cork ‏ في جمهورية أيرلندا.